# Sam Dastyari
Sam Dastyari (tên khai sinh Sahand Dastyari, tiếng Ba Tư: سهند دستیاری; sinh ngày 28 tháng 7 năm 1983)  là một chính trị gia người Úc gốc Iran và Thượng nghị sĩ đại diện cho New South Wales, và cựu Tổng bí thư của Đảng Lao động Úc ở New South Wales. Ông là người đầu tiên có nguồn gốc Iran tham gia vào quốc hội Úc. Năm 2016, Dastyari từ chức Giám đốc Kinh doanh Đối lập và phát ngôn viên về vấn đề người tiêu dùng và sau khi có các tường thuật rằng ông đã yêu cầu một nhà tài trợ có liên kết với Đảng Cộng sản Trung Quốc để thanh toán chi phí du lịch. Năm 2017, theo sau các báo cáo rằng ông mâu thuẫn với chính sách của Đảng Lao động về Tranh chấp chủ quyền Biển Đông (hỗ trợ lập trường của Trung Quốc) và đưa ra lời khuyên phản giám sát cho nhà tài trợ Trung Quốc, tỷ phú Huang Xiangmo, ông Dastyari đã bị loại ra khỏi vai trò của ông là phó nhóm đối lập Thượng viện và ghế trong ủy ban Thượng viện. Vào tháng 12 năm 2017, các tường thuật cho thấy vào năm 2015, ông cố gắng thuyết phục người phát ngôn vấn đề đối ngoại của Đảng Lao động, ông Tanya Plibersek, hủy một cuộc họp với một thành viên của phe ủng hộ dân chủ ở Hồng Kông. Vào ngày 12 tháng 12 năm 2017, ông tuyên bố sẽ từ chức Thượng nghị sĩ trước năm quốc hội 2018 bắt đầu vào ngày 5 tháng 2.

## Vụ bê bối bị ảnh hưởng của Tàu
Vào tháng 9 năm 2016, Dastyari đã từ chức chức phát ngôn viên nhóm đối lập kinh doanh và tiêu dùng sau khi các tường thuật nổi lên rằng ông đã yêu cầu một nhà tài trợ có liên hệ với Đảng Cộng sản Trung Quốc để thanh toán hóa đơn du lịch. Dastyari đã yêu cầu một công ty Trung Quốc, Viện Giáo dục hàng đầu, điều hành bởi một doanh nhân có liên hệ với chính phủ Trung Quốc để trang trải một chi phí đi lại (hơn $ 1600). Yuhu, một công ty Trung Quốc khác, đã trả một thỏa thuận không được tiết lộ cho Dastyari khi anh ta bị kiện với hơn 40.000 đô la cộng với chi phí. Sau đó người ta được biết con số thỏa thuận là khoảng $ 44,000.